# Тимей (лунный кратер)
Кратер Тимей (лат. Timaeus) — крупный ударный кратер в области северного побережья Моря Холода на видимой стороне Луны. Название присвоено в честь древнегреческого философа и астронома Тимея Локрийского (V век до н. э.) и утверждено Международным астрономическим союзом в 1935 г. Образование кратера относится к позднеимбрийскому периоду.

## Описание кратера
Кратер Тимей перекрывает юго-западную часть вала кратера Бонд У. Другими его ближайшими соседями являются кратер Бирмингем на северо-западе; кратер Эпиген на севере и кратер Архит на юго-востоке. На юге от кратера расположено Море Холода. Селенографические координаты центра кратера 62°55′ с. ш. 0°33′ з. д. / 62,91° с. ш. 0,55° з. д., диаметр 32,8 км, глубина 3230 м.
Кратер имеет полигональную форму и практически не разрушен.  Вал несколько сглажен, но сохранил четко очерченную кромку. Внутренний склон вала с остатками террасовидной структуры, с осыпями пород у подножия. Высота вала над окружающей местностью достигает 940 м, объем кратера составляет приблизительно 710 км³. Дно чаши кратера сравнительно ровное, в центре чаши расположен невысокий округлый центральный пик высотой 800 м. В северной части чаши у подножия внутреннего склона пролегает тонкая извилистая борозда.
Холмистая местность на западе от кратера Тимей несколько упорядочена в виде полос ориентированных с юго-запада на северо-восток.

## Сателлитные кратеры
Отсутствуют.

## См.также
- Список кратеров на Луне
- Лунный кратер
- Морфологический каталог кратеров Луны
- Планетная номенклатура
- Селенография
- Минералогия Луны
- Геология Луны
- Поздняя тяжёлая бомбардировка